# Milorad Dodik

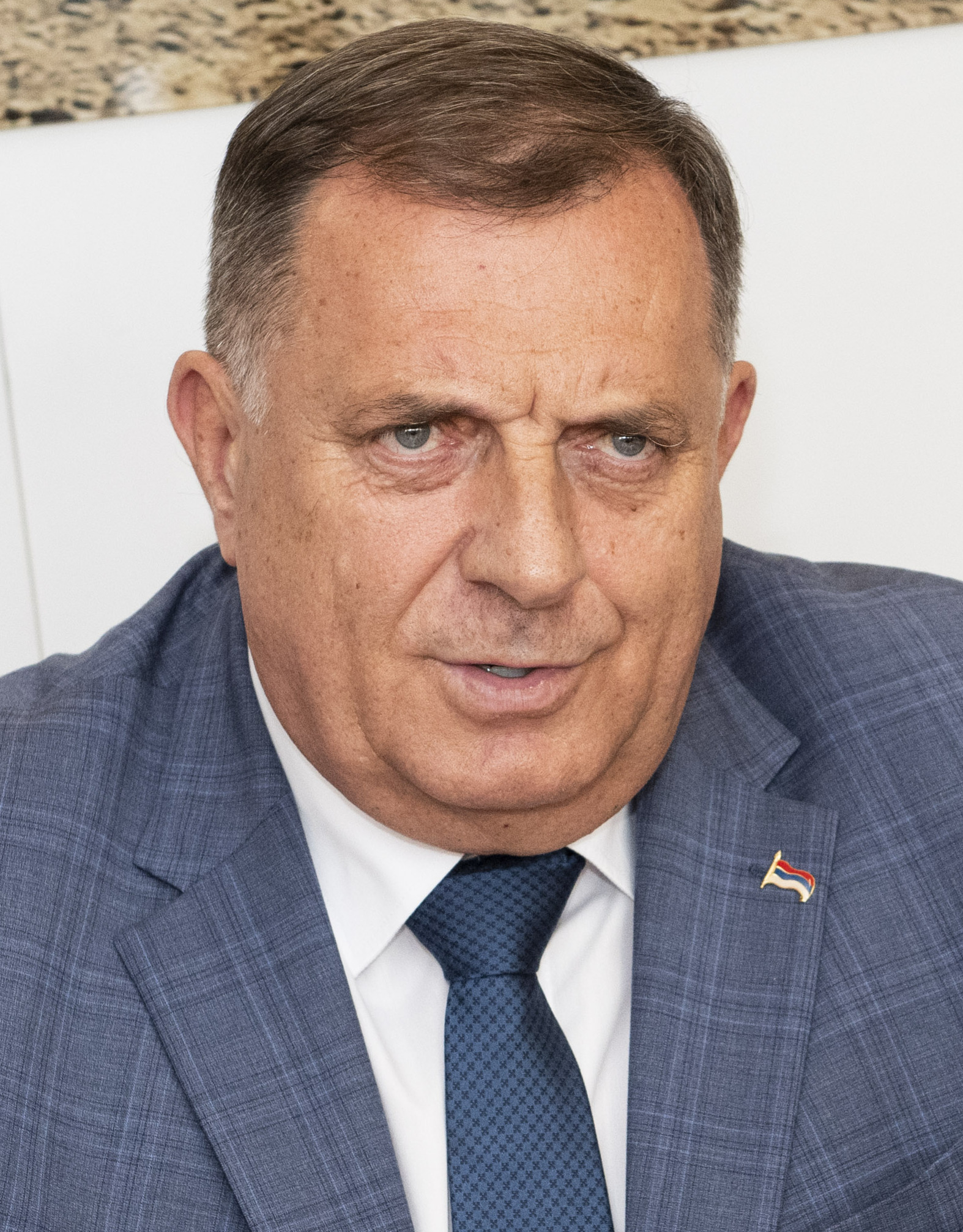
Milorad Dodik (2022)

Milorad Dodik (kyrillisch Милорад Додик; * 12. März 1959 in Laktaši, Sozialistische Föderative Republik Jugoslawien) ist ein bosnischer Politiker (SNSD) serbischer Volkszugehörigkeit. Er war von 2010 bis 2018 sowie von 2022 bis 2025 Präsident der Republika Srpska, einer der zwei Entitäten von Bosnien und Herzegowina.

## Leben
Milorad Dodik studierte an der Universität Belgrad Politikwissenschaft. Er bekleidete in seiner Heimatstadt Laktaši ab 1986 das Amt des Präsidenten des Stadtrats. 1990 gelang ihm bei den ersten Parlamentswahlen in Bosnien und Herzegowina als Kandidat des Savez reformskih snaga Jugoslavije (SRSJ, Bund der Reformkräfte Jugoslawiens) der Einzug ins Parlament. Später gehörte er dem Parlament der Republika Srpska an, wo er in Opposition zur regierenden Serbischen Demokratischen Partei (SDS) von Radovan Karadžić stand. 1996 gründete er die Stranka nezavisnih socijaldemokrata (SNSD, Partei der unabhängigen Sozialdemokraten), die sich 2002 mit einer kleineren Partei zum Savez nezavisnih socijaldemokrata (SNSD, Allianz der unabhängigen Sozialdemokraten) zusammenschloss. Dodik ist seit 1996 ohne Unterbrechung Vorsitzender der SNSD.
In den Jahren 1998 bis 2001 war er Premierminister der Republika Srpska, von 2006 bis 2010 hatte er dieses Amt erneut inne. Dodik stellte wiederholt die staatliche Existenz von Bosnien und Herzegowina in Frage. Bei den Wahlen im Gesamtstaat Bosnien und Herzegowina sowie in den Entitäten am 3. Oktober 2010 wurde er zum Präsidenten der Republika Srpska gewählt. Bei den Wahlen am 12. Oktober 2014 wurde er knapp wiedergewählt. 2018 setzte er sich bei den Staatspräsidiumswahlen gegen das amtierende serbische Präsidiumsmitglied Mladen Ivanić durch und wurde Mitglied des dreiköpfigen Staatspräsidiums, dem er bis zu den Wahlen 2022 angehörte und 2018/19 sowie erneut von November 2020 bis Juli 2021 als Vorsitzender und damit Staatsoberhaupt vorstand. Seiner Präsidentschaft folgte 2018 bis 2022 Željka Cvijanović als Präsidentin.
Zu den Wahlen in Bosnien und Herzegowina 2022 verzichtete Dodik auf eine erneute Kandidatur als Staatspräsidiumsmitglied und trat erneut für die Position des Präsidenten der Republika Srpska an, während Cvijanović für das Staatspräsidium kandidierte.
Nach Angaben einer Belgrader Nachrichtenagentur erstattete die bosnische Ermittlungsbehörde SIPA im Februar 2009 Strafanzeige gegen Milorad Dodik und weitere Personen, darunter mehrere Minister sowie Geschäftsleute. Ihnen wurde „die Bildung einer verbrecherischen Organisation mit Premier Milorad Dodik an der Spitze“ vorgeworfen. Eine SIPA-Sprecherin sagte später, es habe sich nicht um eine Strafanzeige gehandelt, sondern um einen Bericht an die Staatsanwaltschaft, der ohne Wissen und Zustimmung des bosnisch-serbischen Direktors von SIPA weitergegeben worden sei.
Im Jahr 2023 beurkundete Dodik zwei Gesetze, die festlegten, dass die Entscheidungen des bosnischen Verfassungsgerichtes sowie des internationalen Bosnien-Beauftragten Christian Schmidt in der Republika Srpska nicht beachtet werden. Am 26. Februar 2025 wurde er dafür vom bosnisch-herzegowinischen Bundesgericht zu einem Jahr Haft und einem sechsjährigen Verbot politischer Aktivitäten verurteilt. Dodik droht die Teilung des Landes Bosnien und Herzegowina an, sollte das Urteil Bestand haben. Der russische Staatspräsident Putin empfing Dodik am 1. April 2025 in Moskau. Unmittelbar davor, Ende März 2025, hatte er auf Einladung der israelischen Regierung an einer sogenannten Antisemitismus-Konferenz teilgenommen. Am 3. April 2025 verhängten Deutschland und Österreich Einreiseverbote für Dodik. Der Versuch einer Festnahme durch die bosnische Bundespolizei scheiterte am 24. April 2025, da Dodik von Polizisten der Republika Srpska geschützt wurde. Am 1. August 2025 wurde das Urteil durch die Berufungskammer des Obersten Gerichts bestätigt. Den Vollzug der Haftstrafe konnte Dodik durch Zahlung einer Geldstrafe abwenden.  Am 6. August 2025 stellte die Wahlkommission den Amtsverlust fest; die dagegen eingelegte Berufung wurde am 18. August 2025 zurückgewiesen.
Dodik ist verheiratet und hat zwei erwachsene Kinder.

## Positionen
Massaker von Srebrenica
Besonderes Aufsehen erregte Dodik mit seinen Positionen zum 1995 durch die Armee der Republika Srpska verübten Massaker von Srebrenica, bei dem Tausende erwachsene und jugendliche Muslime ermordet wurden. In einem Interview vom 2. Dezember 2007 bestätigte Dodik noch, es habe in Srebrenica „einen Genozid“ gegeben: „Also, ich weiß genau, was gewesen ist. Es war ein Genozid in Srebrenica. Das hat das Gericht in Den Haag geurteilt, das ist eine unstrittige juristische Tatsache.“ Im April 2010 leugnete er in einem Gespräch mit der Belgrader Zeitung Novosti diesen Völkermord, wie er beispielsweise von der UNO und der EU verurteilt wird. Des Weiteren behauptete er, die Zahl der Opfer habe 3.500 betragen und nicht – wie allgemein anerkannt – etwa 8.000.
Zum 20. Jahrestag des Massakers forderte er, Srebrenica müsse auch zu einem Gedenkort für den „Völkermord an den Serben“ erklärt werden. Im April 2019, nun im Amt des serbischen Repräsentanten im Staatspräsidium Bosnien-Herzegowinas, sprach er auf einer Konferenz in Banja Luka mit dem Titel Srebrenica, Wahrheit und Manipulationen von einem Lügen-Mythos der Bosniaken um Srebrenica, der in Wahrheit nicht existiere. Auch zum 26. Jahrestag im Juli 2021 bekräftigte er, dass es keinen Völkermord gegeben habe, und behauptete, dass die Särge leer seien.
Beschuss von Zagreb
Am 13. April 2011 schrieb der Verband der ehemaligen Gefangenen Bosnien-Herzegowinas einen Brief an den kroatischen Präsidenten Ivo Josipović, in dem sie Dodik zitierten, der sich klar für einen Beschuss Zagrebs aussprach. Laut bosnischen Medien soll Dodik im Jahre 1995 gesagt haben: Ja se slažem da trebamo tući Zagreb, ali ne smijemo to reći (auf Deutsch: Ich bin dafür, dass wir Zagreb schlagen, allerdings dürfen wir dies nicht aussprechen). Sie forderten, dass Dodik wegen Kriegsverbrechen vor dem obersten Gericht Kroatiens belangt werde.
Deutschland und Österreich
Nachdem der Österreicher Valentin Inzko im Juli 2021 als Hoher Repräsentant für Bosnien und Herzegowina ein Gesetz erlassen hatte, das die Leugnung des Völkermords von Srebrenica unter Strafe stellte, behauptete Dodik, Inzko sei ein „Serbenhasser“ und dessen Vater, der Slawist Valentin Inzko sen., sei ein Gestapo-Offizier gewesen. Als Inzkos Nachfolger Christian Schmidt kurz darauf dieses Gesetz unterstützte, unterstellte Dodik den beiden Ländern mehrfach, dass sie die Politik Adolf Hitlers fortsetzen würden. In einer Mitte August 2021 an Schmidt adressierten Kolumne äußerte er die Ansicht, dass der Erste Weltkrieg, der Zweite Weltkrieg sowie die NATO-Einsätze 1995 und 1999 in Verbindung zu sehen seien, weil jedes Mal die Serben „auf ihrem Boden“ durch jene attackiert worden seien, die sie versklaven wollten. Damit bezeichnete er zudem indirekt Bosnien-Herzegowina, Kroatien und Kosovo als serbischen Boden. In der Tatsache, dass wiederholt ein Hoher Repräsentant für Bosnien und Herzegowina aus dem deutschsprachigen Raum eingesetzt wurde, sah Dodik Anfang September 2021 zudem einen Beleg dafür, dass die Republika Srpska ausgehöhlt werden solle, sowie dafür, dass der „germanische Einfluss“ erhalten bleiben solle. In diesem Kontext erinnerte er – wie schon im August – an ein angebliches Zitat Hitlers, der gesagt haben soll, dass ein starker Staat auf dem Balkan verhindert werden müsse und dass zu einer solchen Staatsbildung nur die Serben in der Lage seien. Bosnische Kommentatoren sahen in diesen Äußerungen Ablenkungsversuche von serbischen Verbrechen, indem direkte Parallelen zwischen dem Dritten Reich und Deutschland sowie Schmidt und Hitler gezogen würden.
Republika Srpska
Im Jahr 2021 verstärkte Dodik seine Bemühungen, die Republika Srpska autonomer zu machen, indem er eine eigene Armee und Polizei sowie eine eigene Finanzbehörde für diese forderte, und eine provokante Anti-Terror-Übung von bosnisch-serbischen Polizeieinheiten in den Jahorina-Bergen abhielt, von denen aus Sarajevo im Bosnienkrieg permanent beschossen wurde. Er forcierte zudem einen Rückzug der Serben aus den staatlichen Institutionen Bosnien und Herzegowinas. Unterstützung bekam er dabei von Serbien und Ungarn sowie – wie schon bei der Ablehnung des Hohen Repräsentanten – von Russland. Dodik selbst sieht diese Maßnahmen als legitim im Rahmen des Dayton-Abkommens, da sie der Republika Srpska durch Gesetzesänderungen entzogen worden seien und er diese Änderungen durch den Hohen Repräsentanten nur rückgängig mache. Zudem wolle er weder eine Auflösung Bosnien und Herzegowinas noch einen militärischen Konflikt. Als Ziel seiner Politik sieht er aber dennoch einen unabhängigen Staat an. Einige Kommentatoren vermuteten hinter seiner nationalistischen Rhetorik Wahlkampf, da die Zustimmung zu seiner Politik schwinde. Zudem lote er Grenzen aus. Als ein solcher Versuch wurde auch die im Herbst 2021 beschlossene Gründung einer eigenen Arzneimittelagentur für die Republika Srpska bewertet, die nicht den Gesetzen des Landes entspricht.
Aggression der Russischen Föderation gegen die Ukraine
Die völkerrechtswidrige Aggression der Russischen Föderation gegen die Ukraine bezeichnete Dodik als „gerechtfertigt“. Am 8. Januar 2023 zeichnete er den russischen Präsidenten Vladimir Putin mit einem Orden aus.
Das Ergebnis Putins bei den Präsidentschaftswahlen Mitte März 2024 nannte Dodik eine Bestätigung dafür, dass Putin ungeheures Vertrauen des russischen Volkes genieße und das Land in die richtige Richtung führe. Das russische Volk habe „einen ernsthaften, verantwortungsvollen und weisen Staatsmann“ zum Führer gewählt.

## Kritik
Dodik ist seit 1998 in unterschiedlichen Ämtern Teil der Regierung. Der serbische Nationalist gilt als autoritär und korrupt, der Freundschaft mit Autokraten wie Russlands Präsident Wladimir Putin, Serbiens Präsident Aleksandar Vučić oder Ungarns Premier Viktor Orbán pflege, die die Republika Srpska stützten.
Transparency International zufolge führe Dodik die Republika Srpska wie eine Art „Familien-Business“. Seine Familie und engsten Freunde besäßen Monopole in allen Wirtschaftsbereichen, in denen es öffentliche Aufträge gebe, erklärte Ivana Korajlic, Leiterin des bosnischen Büros von Transparency International.
Es wird kritisiert, dass Dodik die Serben als das Volk darstelle, das jahrhundertelang unterdrückt worden sei und nur in Freiheit leben wolle, während er leugne, dass serbische Truppen laut Schätzungen der Vereinten Nationen etwa 80 Prozent der Kriegsverbrechen im Bosnienkrieg, wie z. B. das Massaker von Srebrenica, begangen hätten.
Der Hohe Repräsentant für Bosnien und Herzegowina der UNO, Christian Schmidt, sieht eine in Teilen erfolgreiche Aussöhnung der Bevölkerungsgruppen, die sich im Bosnienkrieg gegenüberstanden, während die politische Klasse insbesondere um Dodik mit einem „nationalistisch-ethnischen Ansatz“ Punkte mache, anstatt mit einer Politik der Versöhnung und der europäischen Integration.